# 일본의 후생노동대신
후생노동대신(일본어: 厚生労働大臣 고세이로도다이진[*])은 후생노동성의 장으로, 국무대신이다.

## 역할
- 사회보장행정과 노동행정을 소관한다.[1]
- 또한 전상병자·전역자 유족·미귀환자 가족의 원호, 육군·해군의 잔무정리도 소관한다.

## 역대 대신

### 후생대신
| 대수      | 이름                           | 내각                             | 내각                                       | 임기                              | 소속 정당     | 비고                 |
| --------- | ------------------------------ | -------------------------------- | ------------------------------------------ | --------------------------------- | ------------- | -------------------- |
| 초대      | 기도 고이치 (木戸幸一)         | 제1차 고노에 내각                | 제1차 고노에 내각                          | 1938년 1월 11일~1939년 1월 5일    |               | 문부대신 겸임        |
| 2대       | 히로세 히사타다 (広瀬久忠)     | 히라누마 내각                    | 히라누마 내각                              | 1939년 1월 5일~1939년 8월 30일    |               |                      |
| 3대       | 오하라 나오시 (小原直)         | 아베 노부유키 내각               | 아베 노부유키 내각                         | 1939년 8월 30일~1939년 11월 29일  |               | 내무대신 겸임        |
| 4대       | 아키타 기요시 (秋田清)         | 아베 노부유키 내각               | 아베 노부유키 내각                         | 1939년 11월 29일~1940년 1월 16일  |               |                      |
| 5대       | 요시다 시게루 (吉田茂)         | 요나이 내각                      | 요나이 내각                                | 1940년 1월 16일~1940년 7월 22일   |               |                      |
| 6대       | 야스이 에이지 (安井英二)       | 제2차 고노에 내각                | 제2차 고노에 내각                          | 1940년 7월 22일~1940년 9월 28일   |               | 내무대신 겸임        |
| 7대       | 가네미쓰 쓰네오 (金光庸夫)     | 제2차 고노에 내각                | 제2차 고노에 내각                          | 1940년 9월 28일~1941년 7월 18일   |               |                      |
| 8대       | 고이즈미 치카히코 (小泉親彦)   | 제3차 고노에 내각                | 제3차 고노에 내각                          | 1941년 7월 18일~1941년 10월 18일  |               |                      |
| 9대       | 고이즈미 치카히코 (小泉親彦)   | 도조 내각                        | 도조 내각                                  | 1941년 10월 18일~1944년 7월 22일  |               |                      |
| 10대      | 히로세 히사타다 (広瀬久忠)     | 고이소 내각                      | 고이소 내각                                | 1944년 7월 22일~1945년 2월 10일   |               |                      |
| 11대      | 아이카와 가쓰로쿠 (相川勝六)   | 고이소 내각                      | 고이소 내각                                | 1945년 2월 10일~1945년 4월 7일    |               |                      |
| 12대      | 오카다 다다히코 (岡田忠彦)     | 스즈키 간타로 내각               | 스즈키 간타로 내각                         | 1945년 4월 7일~1945년 8월 17일    |               |                      |
| 13대      | 마쓰무라 겐조 (松村謙三)       | 히가시쿠니노미야 내각            | 히가시쿠니노미야 내각                      | 1945년 8월 17일~1945년 10월 9일   | 대일본정치회  |                      |
| 14대      | 아시다 히토시 (芦田均)         | 시데하라 내각                    | 시데하라 내각                              | 1945년 10월 9일~1946년 5월 22일   | 일본자유당    |                      |
| 15대      | 가와이 요시나리 (河合良成)     | 제1차 요시다 내각                | 제1차 요시다 내각                          | 1946년 5월 22일~1947년 5월 22일   | 무소속        |                      |
| 임시 대리 | 요시다 시게루 (吉田茂)         | 제1차 요시다 내각                | 제1차 요시다 내각                          | 1947년 5월 22일~1947년 5월 24일   | 일본자유당    | 내각총리대신 겸임    |
| 임시 대리 | 가타야마 데쓰 (片山哲)         | 가타야마 내각                    | 가타야마 내각                              | 1947년 5월 24일~1947년 6월 1일    | 일본사회당    |                      |
| 16대      | 히토쓰마쓰 사다요시 (一松定吉) | 가타야마 내각                    | 가타야마 내각                              | 1947년 6월 1일~1948년 3월 10일    | 민주당        |                      |
| 17대      | 다케다 기이치 (竹田儀一)       | 아시다 내각                      | 아시다 내각                                | 1948년 3월 10일~1948년 10월 15일  | 민주당        |                      |
| 임시 대리 | 요시다 시게루 (吉田茂)         | 제2차 요시다 내각                | 제2차 요시다 내각                          | 1948년 10월 15일~1948년 10월 19일 | 민주자유당    | 내각총리대신 겸임    |
| 18대      | 하야시 조지 (林譲治)           | 제2차 요시다 내각                | 제2차 요시다 내각                          | 1948년 10월 19일~1949년 2월 16일  | 민주자유당    | 부총리 겸임          |
| 19대      | 하야시 조지 (林譲治)           | 제3차 요시다 내각                | 제3차 요시다 내각                          | 1949년 2월 16일~1950년 6월 28일   | 민주자유당    | 부총리 겸임          |
| 20대      | 구로가와 다케오 (黒川武雄)     |                                  | 제3차 요시다 내각 제1차 개조내각           | 1950년 6월 28일~1951년 7월 4일    | 자유당        |                      |
| 21대      | 하시모토 료고 (橋本龍伍)       |                                  | 제3차 요시다 내각 제2차 개조내각           | 1951년 7월 4일~1951년 12월 26일   | 자유당        | 행정관리청 장관 겸임 |
| 21대      | 하시모토 료고 (橋本龍伍)       |                                  | 제3차 요시다 내각 제3차 개조내각           | 1951년 12월 26일~1952년 1월 18일  | 자유당        | 행정관리청 장관 겸임 |
| 22대      | 요시타케 에이치 (吉武恵市)     | 1952년 1월 18일~1952년 10월 30일 | 제3차 요시다 내각 제3차 개조내각           | 자유당                            | 노동대신 겸임 |                      |
| 23대      | 야마가타 가쓰미 (山縣勝見)     | 제4차 요시다 내각                | 제4차 요시다 내각                          | 1952년 10월 30일~1953년 5월 21일  | 자유당        |                      |
| 24대      | 야마가타 가쓰미 (山縣勝見)     | 제5차 요시다 내각                | 제5차 요시다 내각                          | 1953년 5월 21일~1954년 1월 9일    | 자유당        |                      |
| 25대      | 구사바 류엔 (草葉隆圓)         | 제5차 요시다 내각                | 제5차 요시다 내각                          | 1954년 1월 9일~1954년 12월 10일   | 자유당        |                      |
| 26대      | 쓰루미 유스케 (鶴見祐輔)       | 제1차 하토야마 내각              | 제1차 하토야마 내각                        | 1954년 12월 10일~1955년 3월 19일  | 일본민주당    |                      |
| 27대      | 가와사키 히데지 (川崎秀二)     | 제2차 하토야마 내각              | 제2차 하토야마 내각                        | 1955년 3월 19일~1955년 11월 22일  | 일본민주당    |                      |
| 28대      | 고바야시 에이조 (小林英三)     | 제3차 하토야마 내각              | 제3차 하토야마 내각                        | 1955년 11월 22일~1956년 12월 23일 | 자유민주당    |                      |
| 임시 대리 | 이시바시 단잔 (石橋湛山)       | 이시바시 내각                    | 이시바시 내각                              | 1956년 12월 23일~1956년 12월 23일 | 자유민주당    | 내각총리대신 겸임    |
| 29대      | 간다 히로시 (神田博)           | 이시바시 내각                    | 이시바시 내각                              | 1956년 12월 23일~1957년 2월 25일  | 자유민주당    |                      |
| 30대      | 간다 히로시 (神田博)           | 제1차 기시 내각                  | 제1차 기시 내각                            | 1957년 2월 25일~1957년 7월 10일   | 자유민주당    |                      |
| 31대      | 호리키 겐조 (堀木鎌三)         |                                  | 제1차 기시 내각 개조내각                   | 1957년 7월 10일~1958년 6월 12일   | 자유민주당    |                      |
| 32대      | 하시모토 료고 (橋本龍伍)       | 제2차 기시 내각                  | 제2차 기시 내각                            | 1958년 6월 12일~1959년 1월 12일   | 자유민주당    | 문부대신 겸임        |
| 33대      | 사카타 미치타 (坂田道太)       | 제2차 기시 내각                  | 제2차 기시 내각                            | 1959년 1월 12일~1959년 4월 24일   | 자유미주당    |                      |
| 34대      | 와타나베 요시오 (渡邊良夫)     | 제2차 기시 내각                  | 제2차 기시 내각                            | 1959년 4월 24일~1959년 6월 18일   | 자유민주당    |                      |
| 34대      | 와타나베 요시오 (渡邊良夫)     |                                  | 제2차 기시 내각 개조내각                   | 1959년 6월 18일~1960년 7월 19일   | 자유민주당    |                      |
| 35대      | 나카야마 마사 (中山マサ)       | 제1차 이케다 내각                | 제1차 이케다 내각                          | 1960년 7월 19일~1960년 12월 8일   | 자유민주당    |                      |
| 36대      | 후루이 요시미 (古井喜実)       | 제2차 이케다 내각                | 제2차 이케다 내각                          | 1960년 12월 8일~1961년 7월 18일   | 자유민주당    |                      |
| 37대      | 나다오 히로키치 (灘尾弘吉)     |                                  | 제2차 이케다 내각 제1차 개조내각           | 1961년 7월 18일~1962년 7월 18일   | 자유민주당    |                      |
| 38대      | 니시무라 에이이치 (西村英一)   |                                  | 제2차 이케다 내각 제2차 개조내각           | 1962년 7월 18일~1963년 7월 18일   | 자유민주당    |                      |
| 39대      | 고바야시 다케지 (小林武治)     |                                  | 제2차 이케다 내각 제3차 개조내각           | 1963년 7월 18일~1963년 12월 9일   | 자유민주당    |                      |
| 40대      | 고바야시 다케지 (小林武治)     | 제3차 이케다 내각                | 제3차 이케다 내각                          | 1963년 12월 9일~1964년 7월 18일   | 자유민주당    |                      |
| 41대      | 간다 히로시 (神田博)           |                                  | 제3차 이케다 내각 개조내각                 | 1964년 7월 18일~1964년 11월 9일   | 자유민주당    |                      |
| 42대      | 간다 히로시 (神田博)           | 제1차 사토 내각                  | 제1차 사토 내각                            | 1964년 11월 9일~1965년 6월 3일    | 자유민주당    |                      |
| 43대      | 스즈키 젠코 (鈴木善幸)         |                                  | 제1차 사토 내각 제1차 개조내각             | 1965년 6월 3일~1966년 8월 1일     | 자유민주당    |                      |
| 43대      | 스즈키 젠코 (鈴木善幸)         |                                  | 제1차 사토 내각 제2차 개조내각             | 1966년 8월 1일~1966년 12월 3일    | 자유민주당    |                      |
| 44대      | 보 히데오 (坊秀男)             |                                  | 제1차 사토 내각 제3차 개조내각             | 1966년 12월 3일~1967년 2월 17일   | 자유민주당    |                      |
| 45대      | 보 히데오 (坊秀男)             | 제2차 사토 내각                  | 제2차 사토 내각                            | 1967년 2월 17일~1967년 11월 25일  | 자유민주당    |                      |
| 46대      | 소노다 스나오 (園田直)         |                                  | 제2차 사토 내각 제1차 개조내각             | 1967년 11월 25일~1968년 11월 30일 | 자유민주당    |                      |
| 47대      | 사이토 노보루 (斎藤昇)         |                                  | 제2차 사토 내각 제2차 개조내각             | 1968년 11월 30일~1970년 1월 14일  | 자유민주당    |                      |
| 48대      | 우치다 쓰네오 (内田常雄)       | 제3차 사토 내각                  | 제3차 사토 내각                            | 1970년 1월 14일~1971년 7월 5일    | 자유민주당    |                      |
| 49대      | 사이토 노보루 (斎藤昇)         |                                  | 제3차 사토 내각 개조내각                   | 1971년 7월 5일~1972년 7월 7일     | 자유민주당    |                      |
| 50대      | 시오미 순지 (塩見俊二)         | 제1차 다나카 가쿠에이 내각       | 제1차 다나카 가쿠에이 내각                 | 1972년 7월 7일~1972년 12월 22일   | 자유민주당    |                      |
| 51대      | 사이토 구니키치 (斎藤邦吉)     | 제2차 다나카 가쿠에이 내각       | 제2차 다나카 가쿠에이 내각                 | 1972년 12월 22일~1973년 11월 25일 | 자유민주당    |                      |
| 51대      | 사이토 구니키치 (斎藤邦吉)     |                                  | 제2차 다나카 가쿠에이 내각 제1차 개조내각  | 1973년 11월 25일~1974년 11월 11일 | 자유민주당    |                      |
| 52대      | 후쿠나가 겐지 (福永健司)       |                                  | 제2차 다나카 가쿠에이 내각 제2차 개조내각  | 1974년 11월 11일~1974년 12월 9일  | 자유민주당    |                      |
| 53대      | 다나카 마사미 (田中正巳)       | 미키 내각                        | 미키 내각                                  | 1974년 12월 9일~1976년 9월 15일   | 자유민주당    |                      |
| 54대      | 하야카와 다카시 (早川崇)       |                                  | 미키 내각 개조내각                         | 1976년 9월 15일~1976년 12월 24일  | 자유민주당    |                      |
| 55대      | 와타나베 미치오 (渡辺美智雄)   | 후쿠다 다케오 내각               | 후쿠다 다케오 내각                         | 1976년 12월 24일~1977년 11월 28일 |               |                      |
| 56대      | 오자와 다쓰오 (小沢辰男)       |                                  | 후쿠다 다케오 내각 개조내각                | 1977년 11월 28일~1978년 12월 7일  | 자유민주당    |                      |
| 57대      | 하시모토 류타로 (橋本龍太郎)   | 제1차 오히라 내각                | 제1차 오히라 내각                          | 1978년 12월 7일~1979년 11월 9일   | 자유민주당    |                      |
| 58대      | 노로 교이치 (野呂恭一)         | 제2차 오히라 내각                | 제2차 오히라 내각                          | 1979년 11월 9일~1980년 7월 17일   | 자유민주당    |                      |
| 59대      | 사이토 구니키치 (斎藤邦吉)     | 스즈키 젠코 내각                 | 스즈키 젠코 내각                           | 1980년 7월 17일~1980년 9월 19일   | 자유민주당    |                      |
| 60대      | 소노다 스나오 (園田直)         | 스즈키 젠코 내각                 | 스즈키 젠코 내각                           | 1980년 9월 19일~1981년 5월 18일   | 자유민주당    |                      |
| 61대      | 무라야마 다쓰오 (村山達雄)     | 스즈키 젠코 내각                 | 스즈키 젠코 내각                           | 1981년 5월 18일~1981년 11월 30일  | 자유민주당    |                      |
| 62대      | 모리시타 모토하루 (森下元晴)   |                                  | 스즈키 젠코 내각 개조내각                  | 1981년 11월 30일~1982년 11월 27일 | 자유민주당    |                      |
| 63대      | 하야시 요시로 (林義郎)         | 제1차 나카소네 내각              | 제1차 나카소네 내각                        | 1982년 11월 27일~1983년 12월 27일 | 자유민주당    |                      |
| 64대      | 와타나베 고조 (渡部恒三)       | 제2차 나카소네 내각              | 제2차 나카소네 내각                        | 1983년 12월 27일~1984년 11월 1일  | 자유민주당    |                      |
| 65대      | 마스오카 히로유키 (増岡博之)   |                                  | 제2차 나카소네 내각 제1차 개조내각         | 1984년 11월 1일~1985년 12월 28일  | 자유민주당    |                      |
| 66대      | 이마이 이사무 (今井勇)         |                                  | 제2차 나카소네 내각 제2차 개조내각         | 1985년 12월 28일~1986년 7월 22일  | 자유민주당    |                      |
| 67대      | 사이토 주로 (斎藤十朗)         | 제3차 나카소네 내각              | 제3차 나카소네 내각                        | 1986년 7월 22일~1987년 11월 6일   | 자유민주당    |                      |
| 68대      | 후지모토 다카오 (藤本孝雄)     | 다케시타 내각                    | 다케시타 내각                              | 1987년 11월 6일~1988년 12월 27일  | 자유민주당    |                      |
| 69대      | 고이즈미 준이치로 (小泉純一郎) |                                  | 다케시타 내각 개조내각                     | 1988년 12월 27일~1989년 6월 3일   | 자유민주당    |                      |
| 70대      | 고이즈미 준이치로 (小泉純一郎) | 우노 내각                        | 우노 내각                                  | 1989년 6월 3일~1989년 8월 10일    | 자유민주당    |                      |
| 71대      | 도이다 사부로 (戸井田三郎)     | 제1차 가이후 내각                | 제1차 가이후 내각                          | 1989년 8월 10일~1990년 2월 28일   | 자유민주당    |                      |
| 72대      | 쓰시마 유지 (津島雄二)         | 제2차 가이후 내각                | 제2차 가이후 내각                          | 1990년 2월 28일~1990년 12월 29일  | 자유민주당    |                      |
| 73대      | 시모조 신이치로 (下条進一郎)   |                                  | 제2차 가이후 내각 개조내각                 | 1990년 12월 29일~1991년 11월 5일  | 자유민주당    |                      |
| 74대      | 야마시타 도쿠오 (山下徳夫)     | 미야자와 내각                    | 미야자와 내각                              | 1991년 11월 5일~1992년 12월 12일  | 자유민주당    |                      |
| 75대      | 니와 유야 (丹羽雄哉)           |                                  | 미야자와 내각 개조내각                     | 1992년 12월 12일~1993년 8월 9일   | 자유민주당    |                      |
| 76대      | 오우치 게이고 (大内啓伍)       | 호소카와 내각                    | 호소카와 내각                              | 1993년 8월 9일~1994년 4월 28일    | 민사당        |                      |
| 임시 대리 | 하타 쓰토무 (羽田孜)           | 하타 내각                        | 하타 내각                                  | 1994년 4월 28일~1994년 4월 28일   | 신생당        | 내각총리대신 겸임    |
| 77대      | 오우치 게이고 (大内啓伍)       | 하타 내각                        | 하타 내각                                  | 1994년 4월 28일~1994년 6월 30일   | 민사당        |                      |
| 78대      | 이데 쇼이치 (井出正一)         | 무라야마 내각                    | 무라야마 내각                              | 1994년 6월 30일~1995년 8월 8일    | 신당사키가케  |                      |
| 79대      | 모리이 추료 (森井忠良)         |                                  | 무라야마 내각 개조내각                     | 1995년 8월 8일~1996년 1월 11일    | 일본사회당    |                      |
| 80대      | 간 나오토 (菅直人)             | 제1차 하시모토 내각              | 제1차 하시모토 내각                        | 1996년 1월 11일~1996년 11월 7일   | 신당사키가케  |                      |
| 81대      | 고이즈미 준이치로 (小泉純一郎) | 제2차 하시모토 내각              | 제2차 하시모토 내각                        | 1996년 11월 7일~1997년 9월 11일   | 자유민주당    |                      |
| 81대      | 고이즈미 준이치로 (小泉純一郎) |                                  | 제2차 하시모토 내각 개조내각               | 1997년 9월 11일~1998년 7월 29일   | 자유민주당    |                      |
| 82대      | 미야시타 소헤이 (宮下創平)     | 오부치 내각                      | 오부치 내각                                | 1998년 7월 29일~1999년 1월 14일   | 자유민주당    |                      |
| 82대      | 미야시타 소헤이 (宮下創平)     |                                  | 오부치 내각 제1차 개조내각                 | 1999년 1월 14일~1999년 10월 5일   | 자유민주당    |                      |
| 83대      | 니와 유야 (丹羽雄哉)           |                                  | 오부치 내각 제2차 개조내각                 | 1999년 10월 5일~2000년 4월 5일    | 자유민주당    |                      |
| 84대      | 니와 유야 (丹羽雄哉)           | 제1차 모리 내각                  | 제1차 모리 내각                            | 2000년 4월 5일~2000년 7월 4일     | 자유민주당    |                      |
| 85대      | 쓰시마 유지 (津島雄二)         | 제2차 모리 내각                  | 제2차 모리 내각                            | 2000년 7월 4일~2000년 12월 5일    | 자유민주당    |                      |
| 86대      | 사카구치 치카라 (坂口力)       |                                  | 제2차 모리 내각 개조내각 (중앙성청개편 전) | 2000년 12월 5일~2001년 1월 6일    | 공명당        | 노동대신 겸임        |

### 노동대신
| 대수      | 이름                             | 내각                           | 내각                                       | 임기                              | 소속 정당 | 비고                              |
| --------- | -------------------------------- | ------------------------------ | ------------------------------------------ | --------------------------------- | --------- | --------------------------------- |
| 초대      | 요네쿠보 미쓰스케 (米窪満亮)     | 가타야마 내각                  | 가타야마 내각                              | 1947년 9월 1일~1948년 3월 10일    |           |                                   |
| 2대       | 가토 간주 (加藤勘十)             | 아시다 내각                    | 아시다 내각                                | 1948년 3월 10일~1948년 7월 9일    |           |                                   |
| 임시 대리 | 요시다 시게루 (吉田茂)           | 제2차 요시다 내각              | 제2차 요시다 내각                          | 1948년 10월 15일~1948년 10월 19일 |           | 내각총리대신 겸임                 |
| 3대       | 마스다 가네시치 (増田甲子七)     | 제2차 요시다 내각              | 제2차 요시다 내각                          | 1948년 10월 19일~1949년 2월 16일  |           |                                   |
| 4대       | 스즈키 마사후미 (鈴木正文)       | 제3차 요시다 내각              | 제3차 요시다 내각                          | 1949년 2월 16일~1950년 5월 6일    |           |                                   |
| 5대       | 호리 시게루 (保利茂)             | 제3차 요시다 내각              | 제3차 요시다 내각                          | 1950년 5월 6일~1950년 6월 28일    |           |                                   |
| 5대       | 호리 시게루 (保利茂)             |                                | 제3차 요시다 내각 제1차 개조내각           | 1950년 6월 28일~1951년 7월 4일    |           |                                   |
| 5대       | 호리 시게루 (保利茂)             |                                | 제3차 요시다 내각 제2차 개조내각           | 1951년 7월 4일~1951년 12월 26일   |           |                                   |
| 6대       | 요시타케 에이치 (吉武恵市)       |                                | 제3차 요시다 내각 제3차 개조내각           | 1951년 12월 26일~1952년 10월 30일 |           |                                   |
| 7대       | 도쓰카 구이치로 (戸塚九一郎)     | 제4차 요시다 내각              | 제4차 요시다 내각                          | 1952년 10월 30일~1953년 5월 21일  |           | 건설대신·홋카이도개발청 장관 겸임 |
| 8대       | 고사카 젠타로 (小坂善太郎)       | 제5차 요시다 내각              | 제5차 요시다 내각                          | 1953년 5월 21일~1954년 6월 16일   |           | 국가공안위원회 위원장 겸임        |
| 9대       | 치바 사부로 (千葉三郎)           | 제1차 하토야마 이치로 내각     | 제1차 하토야마 이치로 내각                 | 1954년 2월 10일~1955년 3월 19일   |           |                                   |
| 10대      | 니시다 다카오 (西田隆男)         | 제2차 하토야마 이치로 내각     | 제2차 하토야마 이치로 내각                 | 1955년 3월 19일~1955년 11월 22일  |           |                                   |
| 11대      | 구라이시 다다오 (倉石忠雄)       | 제3차 하토야마 이치로 내각     | 제3차 하토야마 이치로 내각                 | 1955년 11월 22일~1956년 12월 23일 |           |                                   |
| 임시 대리 | 이시바시 단잔 (石橋湛山)         | 이시바시 내각                  | 이시바시 내각                              | 1956년 12월 23일~1956년 12월 23일 |           | 내각총리대신 겸임                 |
| 12대      | 마쓰우라 슈타로 (松浦周太郎)     | 이시바시 내각                  | 이시바시 내각                              | 1956년 12월 23일~1957년 2월 25일  |           |                                   |
| 13대      | 마쓰우라 슈타로 (松浦周太郎)     | 제1차 기시 내각                | 제1차 기시 내각                            | 1957년 2월 25일~1957년 7월 10일   |           |                                   |
| 14대      | 이시다 히로히데 (石田博英)       |                                | 제1차 기시 내각 개조내각                   | 1957년 7월 10일~1958년 6월 12일   |           |                                   |
| 15대      | 구라이시 다다오 (倉石忠雄)       | 제2차 기시 내각                | 제2차 기시 내각                            | 1958년 6월 12일~1959년 6월 18일   |           |                                   |
| 16대      | 마쓰노 라이조 (松野頼三)         |                                | 제2차 기시 내각 개조내각                   | 1959년 6월 18일~1960년 7월 19일   |           |                                   |
| 17대      | 이시다 히로히데 (石田博英)       | 제2차 이케다 내각              | 제2차 이케다 내각                          | 1960년 7월 19일~1960년 12월 8일   |           |                                   |
| 17대      | 이시다 히로히데 (石田博英)       | 제2차 이케다 내각              | 제2차 이케다 내각                          | 1960년 12월 8일~1961년 7월 18일   |           |                                   |
| 18대      | 후쿠나가 겐지 (福永健司)         |                                | 제2차 이케다 내각 제1차 개조내각           | 1961년 7월 18일~1962년 7월 18일   |           |                                   |
| 19대      | 오하시 다케오 (大橋武夫)         |                                | 제2차 이케다 내각 제2차 개조내각           | 1962년 7월 18일~1963년 7월 18일   |           |                                   |
| 19대      | 오하시 다케오 (大橋武夫)         |                                | 제2차 이케다 내각 제3차 개조내각           | 1963년 7월 18일~1963년 12월 9일   |           |                                   |
| 20대      | 오하시 다케오 (大橋武夫)         | 제3차 이케다 내각              | 제3차 이케다 내각                          | 1963년 12월 9일~1964년 7월 18일   |           |                                   |
| 21대      | 이시다 히로히데 (石田博英)       |                                | 제3차 이케다 내각 개조내각                 | 1964년 7월 18일~1964년 11월 9일   |           |                                   |
| 22대      | 이시다 히로히데 (石田博英)       | 제1차 사토 내각                | 제1차 사토 내각                            | 1964년 11월 9일~1965년 6월 3일    |           |                                   |
| 23대      | 고다이라 히사오 (小平久雄)       |                                | 제1차 사토 내각 제1차 개조내각             | 1965년 6월 3일~1966년 8월 1일     |           |                                   |
| 24대      | 야마테 미쓰오 (山手満男)         |                                | 제1차 사토 내각 제2차 개조내각             | 1966년 8월 1일~1966년 12월 3일    |           |                                   |
| 25대      | 하야카와 다카시 (早川崇)         |                                | 제1차 사토 내각 제3차 개조내각             | 1966년 12월 3일~1967년 2월 17일   |           |                                   |
| 26대      | 하야카와 다카시 (早川崇)         | 제2차 사토 내각                | 제2차 사토 내각                            | 1967년 2월 17일~1967년 11월 25일  |           |                                   |
| 27대      | 오가와 헤이지 (小川平二)         |                                | 제2차 사토 내각 제1차 개조내각             | 1967년 11월 25일~1968년 11월 30일 |           |                                   |
| 28대      | 하라 겐자부로 (原健三郎)         |                                | 제2차 사토 내각 제2차 개조내각             | 1968년 11월 30일~1970년 1월 14일  |           |                                   |
| 29대      | 노하라 마사카쓰 (野原正勝)       | 제3차 사토 내각                | 제3차 사토 내각                            | 1970년 1월 14일~1971년 7월 5일    |           |                                   |
| 30대      | 하라 겐자부로 (原健三郎)         |                                | 제2차 사토 내각 개조내각                   | 1971년 7월 5일~1972년 1월 28일    |           |                                   |
| 31대      | 쓰카하라 도시오 (塚原俊郎)       | 1972년 1월 28일~1972년 7월 7일 | 제2차 사토 내각 개조내각                   |                                   |           |                                   |
| 32대      | 다무라 하지메 (田村元)           | 제1차 다나카 가쿠에이 내각     | 제1차 다나카 가쿠에이 내각                 | 1972년 7월 7일~1972년 12월 22일   |           |                                   |
| 33대      | 가토 쓰네타로 (加藤常太郎)       | 제2차 다나카 가쿠에이 내각     | 제2차 다나카 가쿠에이 내각                 | 1972년 12월 22일~1973년 11월 25일 |           |                                   |
| 34대      | 하세가와 다카시 (長谷川峻)       |                                | 제2차 다나카 가쿠에이 내각 제1차 개조내각  | 1973년 11월 25일~1974년 11월 11일 |           |                                   |
| 35대      | 오쿠보 다케오 (大久保武雄)       |                                | 제2차 다나카 가쿠에이 내각 제2차 개조내각  | 1974년 11월 11일~1974년 12월 9일  |           |                                   |
| 36대      | 하세가와 다카시 (長谷川峻)       | 미키 내각                      | 미키 내각                                  | 1974년 12월 9일~1976년 9월 15일   |           |                                   |
| 37대      | 우라노 사치오 (浦野幸男)         |                                | 미키 내각 개조내각                         | 1976년 9월 15일~1976년 12월 14일  |           |                                   |
| 38대      | 이시다 히로히데 (石田博英)       | 후쿠다 다케오 내각             | 후쿠다 다케오 내각                         | 1976년 12월 14일~1977년 11월 28일 |           |                                   |
| 39대      | 후지이 가쓰시 (藤井勝志)         |                                | 후쿠다 다케오 내각 개조내각                | 1977년 11월 28일~1978년 12월 7일  |           |                                   |
| 40대      | 구리하라 유코 (栗原祐幸)         | 제1차 오히라 내각              | 제1차 오히라 내각                          | 1978년 12월 7일~1979년 11월 9일   |           |                                   |
| 41대      | 후지나미 다카오 (藤波孝生)       | 제2차 오히라 내각              | 제2차 오히라 내각                          | 1979년 11월 9일~1980년 7월 17일   |           |                                   |
| 42대      | 후지오 마사유키 (藤尾正行)       | 스즈키 젠코 내각               | 스즈키 젠코 내각                           | 1980년 7월 17일~1981년 11월 30일  |           |                                   |
| 43대      | 하쓰무라 다키이치로 (初村滝一郎) |                                | 스즈키 젠코 내각 개조내각                  | 1981년 11월 30일~1982년 11월 27일 |           |                                   |
| 44대      | 오노 아키라 (大野明)             | 제1차 나카소네 내각            | 제1차 나카소네 내각                        | 1982년 11월 27일~1983년 12월 27일 |           |                                   |
| 45대      | 사카모토 미소지 (坂本三十次)     | 제2차 나카소네 내각            | 제2차 나카소네 내각                        | 1983년 12월 27일~1984년 11월 1일  |           |                                   |
| 46대      | 야마구치 도시오 (山口敏夫)       |                                | 제2차 나카소네 내각 제1차 개조내각         | 1984년 11월 1일~1985년 12월 28일  |           |                                   |
| 47대      | 하야시 유 (林迶)                 |                                | 제2차 나카소네 내각 제2차 개조내각         | 1985년 12월 28일~1986년 7월 22일  |           |                                   |
| 48대      | 히라이 다쿠시 (平井卓志)         | 제3차 나카소네 내각            | 제3차 나카소네 내각                        | 1986년 7월 22일~1987년 11월 6일   |           |                                   |
| 49대      | 나카무라 다로 (中村太郎)         | 다케시타 내각                  | 다케시타 내각                              | 1987년 11월 6일~1988년 12월 27일  |           |                                   |
| 50대      | 니와 효스케 (丹羽兵助)           |                                | 다케시타 내각 개조내각                     | 1988년 12월 27일~1989년 6월 3일   |           |                                   |
| 51대      | 호리우치 미쓰오 (堀内光雄)       | 우노 내각                      | 우노 내각                                  | 1989년 6월 3일~1989년 8월 10일    |           |                                   |
| 52대      | 후쿠시마 조지 (福島譲二)         | 제1차 가이후 내각              | 제1차 가이후 내각                          | 1989년 8월 10일~1990년 2월 28일   |           |                                   |
| 53대      | 쓰카하라 슌페이 (塚原俊平)       | 제2차 가이후 내각              | 제2차 가이후 내각                          | 1990년 2월 28일~1990년 12월 29일  |           |                                   |
| 54대      | 오자토 사다토시 (小里貞利)       |                                | 제2차 가이후 내각 개조내각                 | 1990년 12월 29일~1991년 11월 5일  |           |                                   |
| 55대      | 곤도 데쓰오 (近藤鉄雄)           | 미야자와 내각                  | 미야자와 내각                              | 1991년 11월 5일~1992년 12월 12일  |           |                                   |
| 56대      | 무라카미 마사쿠니 (村上正邦)     |                                | 미야자와 내각 개조내각                     | 1992년 12월 12일~1993년 8월 9일   |           |                                   |
| 57대      | 사카구치 치카라 (坂口力)         | 호소카와 내각                  | 호소카와 내각                              | 1993년 8월 9일~1994년 4월 28일    |           |                                   |
| 임시 대리 | 하타 쓰토무 (羽田孜)             | 하타 내각                      | 하타 내각                                  | 1994년 4월 28일~1994년 4월 28일   |           | 내각총리대신 겸임                 |
| 58대      | 하토야마 구니오 (鳩山邦夫)       | 하타 내각                      | 하타 내각                                  | 1994년 4월 28일~1994년 6월 30일   |           |                                   |
| 59대      | 하마모토 만소 (浜本万三)         | 무라야마 내각                  | 무라야마 내각                              | 1994년 6월 30일~1995년 8월 8일    |           |                                   |
| 60대      | 아오키 신지 (青木薪次)           |                                | 무라야마 내각 개조내각                     | 1995년 8월 8일~1996년 1월 11일    |           |                                   |
| 61대      | 나가이 다카노부 (永井孝信)       | 제1차 하시모토 내각            | 제1차 하시모토 내각                        | 1996년 1월 11일~1996년 11월 7일   |           |                                   |
| 62대      | 오카노 유타카 (岡野裕)           | 제2차 하시모토 내각            | 제2차 하시모토 내각                        | 1996년 11월 7일~1997년 9월 11일   |           |                                   |
| 63대      | 이부키 분메이 (伊吹文明)         |                                | 제2차 하시모토 내각 개조내각               | 1997년 9월 11일~1998년 7월 30일   |           |                                   |
| 64대      | 아마리 아키라 (甘利明)           | 오부치 내각                    | 오부치 내각                                | 1998년 7월 30일~1999년 1월 14일   |           |                                   |
| 64대      | 아마리 아키라 (甘利明)           |                                | 오부치 내각 제1차 개조내각                 | 1999년 1월 14일~1999년 10월 5일   |           |                                   |
| 65대      | 마키노 다카모리 (牧野隆守)       |                                | 오부치 내각 제2차 개조내각                 | 1999년 10월 5일~2000년 4월 5일    |           |                                   |
| 66대      | 마키노 다카모리 (牧野隆守)       | 제1차 모리 내각                | 제1차 모리 내각                            | 2000년 4월 5일~2000년 7월 4일     |           |                                   |
| 67대      | 요시카와 요시오 (吉川芳男)       | 제2차 모리 내각                | 제2차 모리 내각                            | 2000년 7월 4일~2000년 12월 5일    |           |                                   |
| 68대      | 사카구치 치카라 (坂口力)         |                                | 제2찿 모리 내각 개조내각 (중앙성청개편 전) | 2000년 12월 5일~2001년 1월 6일    |           | 후생대신 겸임                     |

### 후생노동대신
| 대수 | 이름                         | 내각                 | 내각                                       | 임기                             | 소속 정당  | 비고 |
| ---- | ---------------------------- | -------------------- | ------------------------------------------ | -------------------------------- | ---------- | ---- |
| 초대 | 사카구치 치카라 (坂口力)     |                      | 제2차 모리 내각 개조내각 (중앙성청개편 후) | 2001년 1월 6일~2001년 4월 16일   | 공명당     |      |
| 2대  | 사카구치 치카라 (坂口力)     | 제1차 고이즈미 내각  | 제1차 고이즈미 내각                        | 2001년 4월 26일~2002년 9월 30일  | 공명당     |      |
| 2대  | 사카구치 치카라 (坂口力)     |                      | 제1차 고이즈미 내각 제1차 개조내각         | 2002년 9월 30일~2003년 9월 22일  | 공명당     |      |
| 2대  | 사카구치 치카라 (坂口力)     |                      | 제1차 고이즈미 내각 제2차 개조내각         | 2003년 9월 22일~2003년 11월 19일 | 공명당     |      |
| 3대  | 사카구치 치카라 (坂口力)     | 제2차 고이즈미 내각  | 제2차 고이즈미 내각                        | 2003년 11월 19일~2004년 9월 27일 | 공명당     |      |
| 4대  | 아쓰지 히데히사 (尾辻秀久)   |                      | 제2차 고이즈미 내각 개조내각               | 2004년 9월 27일~2005년 9월 21일  | 자유민주당 |      |
| 5대  | 아쓰지 히데히사 (尾辻秀久)   | 제3차 고이즈미 내각  | 제3차 고이즈미 내각                        | 2005년 9월 21일~2005년 10월 31일 | 자유민주당 |      |
| 6대  | 가와사키 지로 (川崎二郎)     |                      | 제3차 고이즈미 내각 개조내각               | 2005년 10월 31일~2006년 9월 26일 | 자유민주당 |      |
| 7대  | 야나기사와 하쿠오 (柳澤伯夫) | 제1차 아베 신조 내각 | 제1차 아베 신조 내각                       | 2006년 9월 26일~2007년 8월 27일  | 자유민주당 |      |
| 8대  | 마스조에 요이치 (舛添要一)   |                      | 제1차 아베 신조 내각 개조내각              | 2007년 8월 27일~2007년 9월 26일  | 자유민주당 |      |
| 9대  | 마스조에 요이치 (舛添要一)   | 후쿠다 야스오 내각   | 후쿠다 야스오 내각                         | 2007년 9월 26일~2008년 8월 2일   | 자유민주당 |      |
| 9대  | 마스조에 요이치 (舛添要一)   |                      | 후쿠다 야스오 내각 개조내각                | 2008년 8월 2일~2008년 9월 24일   | 자유민주당 |      |
| 10대 | 마스조에 요이치 (舛添要一)   | 아소 내각            | 아소 내각                                  | 2008년 9월 24일~2009년 9월 16일  | 자유민주당 |      |
| 11대 | 나가쓰마 아키라 (長妻昭)     | 하토야마 유키오 내각 | 하토야마 유키오 내각                       | 2009년 9월 16일~2010년 6월 8일   | 민주당     |      |
| 12대 | 나가쓰마 아키라 (長妻昭)     | 간 내각              | 간 내각                                    | 2010년 6월 8일~2010년 9월 17일   | 민주당     |      |
| 13대 | 호소카와 리쓰오 (細川律夫)   |                      | 간 내각 제1차 개조내각                     | 2010년 9월 17일~2011년 1월 14일  | 민주당     |      |
| 13대 | 호소카와 리쓰오 (細川律夫)   |                      | 간 내각 제2차 개조내각                     | 2011년 1월 14일~2011년 9월 2일   | 민주당     |      |
| 14대 | 고미야마 요코 (小宮山洋子)   | 노다 내각            | 노다 내각                                  | 2011년 9월 2일~2012년 1월 13일   | 민주당     |      |
| 14대 | 고미야마 요코 (小宮山洋子)   |                      | 노다 내각 제1차 개조내각                   | 2012년 1월 13일~2012년 6월 4일   | 민주당     |      |
| 14대 | 고미야마 요코 (小宮山洋子)   |                      | 노다 내각 제2차 개조내각                   | 2012년 6월 4일~2012년 10월 1일   | 민주당     |      |
| 15대 | 미쓰이 와키오 (三井辨雄)     |                      | 노다 내각 제3차 개조내각                   | 2012년 10월 1일~2012년 12월 26일 | 민주당     |      |
| 16대 | 다무라 노리히사 (田村憲久)   | 제2차 아베 신조 내각 | 제2차 아베 신조 내각                       | 2012년 12월 26일~2014년 9월 3일  | 자유민주당 |      |
| 17대 | 시오자키 야스히사 (塩崎恭久) |                      | 제2차 아베 신조 내각 개조내각              | 2014년 9월 3일~2014년 12월 24일  | 자유민주당 |      |
| 18대 | 시오자키 야스히사 (塩崎恭久) | 제3차 아베 신조 내각 | 제3차 아베 신조 내각                       | 2014년 12월 24일~2015년 10월 7일 | 자유민주당 |      |
| 18대 | 시오자키 야스히사 (塩崎恭久) |                      | 제3차 아베 신조 내각 제1차 개조내각        | 2015년 10월 7일~2016년 8월 3일   | 자유민주당 |      |
| 18대 | 시오자키 야스히사 (塩崎恭久) |                      | 제3차 아베 신조 내각 제2차 개조내각        | 2016년 8월 3일~2017년 8월 3일    | 자유민주당 |      |
| 19대 | 가토 가쓰노부 (加藤勝信)     |                      | 제3차 아베 신조 내각 제3차 개조내각        | 2017년 8월 3일~2017년 11월 1일   | 자유민주당 |      |
| 20대 | 가토 가쓰노부 (加藤勝信)     | 제4차 아베 신조 내각 | 제4차 아베 신조 내각                       | 2017년 11월 1일~2018년 10월 2일  | 자유민주당 |      |
| 21대 | 네모토 다쿠미 (根本匠)       |                      | 제4차 아베 신조 내각 제1차 개조내각        | 2018년 10월 2일~2019년 9월 11일  | 자유민주당 |      |
| 22대 | 가토 가쓰노부 (加藤勝信)     |                      | 제4차 아베 신조 내각 제2차 개조내각        | 2019년 9월 11일~2020년 9월 16일  | 자유민주당 |      |
| 23대 | 다무라 노리히사 (田村憲久)   | 스가 내각            | 스가 내각                                  | 2020년 9월 16일~2021년 10월 4일  | 자유민주당 |      |
| 24대 | 고토 시게유키 (後藤茂之)     | 제1차 기시다 내각    | 제1차 기시다 내각                          | 2021년 10월 4일~2021년 11월 10일 | 자유민주당 |      |
| 25대 | 고토 시게유키 (後藤茂之)     | 제2차 기시다 내각    | 제2차 기시다 내각                          | 2021년 11월 10일~                | 자유민주당 |      |

## 같이 보기
- 일본 후생노동성
- 일본의 후생노동부대신